# Люк (серіал)
«Люк» (кор. 맨홀) — південнокорейський комедійно-фентезійний серіал що транслювався щосереди та щочетверга з 9 серпня по 28 вересня 2017 року на телеканалі KBS2.

## Сюжет
Бон Піль, Су Чжін, Чін Сук та Сок Те — друзі з дитинства, до того ж вони виросли на одній вулиці тож знають один про одного все. Друзі знають що Піль з дитинства закоханий в Су Чжін, але по всьому він вже втратив свій останній шанс, бо за тиждень його кохана виходить заміж за фармацевта. Всі вітають вибір Су Чжін, бо вважають Че Хьона, на відміну від Піля, надійною людиною з хорошою професією. Одному тільки Пілю не подобається Че Хьон, маючи добру інтуїцію він бачить що щось в цій людині не так, але всі навколо вважають що він просто ревнує. Але дивним чином вищі сили дали Пілю другий шанс, вночі він потрапляє в каналізаційний люк за допомогою якого йому вдається на короткий час повернутися на десять років назад. Піль спробував щось змінити, але за ті декілька годин, що він провів в минулому навпаки погіршив своє майбутнє. Наступні спроби скористатися люком, призвели до ще гірших наслідків. Весілля все ближче, і під час кожної подорожі в часі він дізнається про Че Хьона все гірші подробиці. Але як переконати кохану що її обранець негідник? Розповісти що ти дізнався про це подорожуючи в часі, але навіть найближчі друзі не повірять що ти мандрівник в часі…

## Акторський склад

### Головні ролі
- Кім Че Чжун[en] — у ролі Бон Піля[1]. Все життя кохає Су Чжін, але через невпевненість в собі, жодного разу так і не наважився освідчитись в коханні. До того ж, йому не додає впевненості в собі відсутність постійної праці.
- Юї — у ролі Кан Су Чжін[2]. З дитинства захоплюється фотографією, тож тримає невелику фотостудію. Розуміє що Піль закоханий в неї, але бачить в ньому лише друга дитинства.
- Чон Хє Сон — у ролі Юн Чін Сук[3]. Найкраща подруга Су Чжін. З юності закохана в Піля, але розуміючи що він кохає іншу вирішує змиритися та відійти в бік.
- Баро[en] — у ролі Чо Сок Те[4]. «Ботанік», який вже декілька разів намагається здати іспит, здача якого дозволяє працювати державним службовцем. Кохає Чін Сук але не наважується освідчитися.

### Другорядні ролі
- Чан Мі Кван[en] — у ролі Пак Че Хьона. Вдень він поважний фармацевт, а вночі жорстокий нападник який вдягнувши маску до півсмерті гамселить випадкових перехожих.
- Лі Сан Ї — у ролі О Даль Су.
- Кан Хон Сок — у ролі Ян Гу Гіля.
- Кім Мін Чжі[en] — у ролі Хон Чон Є.
- Чу Чін Мо[en] — у ролі Бон Даля. Батько Піля.
- Кім Хє Ок[en] — у ролі Ю Ккит Сун. Мати Піля.
- У Хьон[en] — у ролі батька Сок Те.
- Кім Кю Чхоль[en] — у ролі батька Гу Гіля.

## Рейтинги
- Найнижчі рейтинги позначені синім кольором, а найвищі — червоним кольором.

| Серія            | Прем'єра         | Рейтинг        | Рейтинг      | Рейтинг        | Рейтинг     |
| Серія            | Прем'єра         | TNmS Ratings   | TNmS Ratings | AGB Nielsen    | AGB Nielsen |
| Серія            | Прем'єра         | По всій країні | Сеул         | По всій країні | Сеул        |
| ---------------- | ---------------- | -------------- | ------------ | -------------- | ----------- |
| 1                | 9 серпня 2017    | 3,9%           | 4,5%         | 3,1%           | 3,7%        |
| 2                | 10 серпня 2017   | 3 %            | 3,7 %        | 2,8 %          | 3,5 %       |
| 3                | 16 серпня 2017   | 3,4 %          | 3,8 %        | 2,2 %          | 2,5 %       |
| 4                | 17 серпня 2017   | 3,1 %          | 3,5 %        | 2 %            | 2,4 %       |
| 5                | 23 серпня 2017   | 3 %            | 3,6 %        | 2 %            | 2,7 %       |
| 6                | 24 серпня 2017   | 2,5 %          | 2,8 %        | 2,1 %          | 2,4 %       |
| 7                | 30 серпня 2017   | 2,3 %          | 3,1 %        | 2 %            | 2,8 %       |
| 8                | 31 серпня 2017   | 2,2%           | 2,7 %        | 1,4%           | 1,9%        |
| 9                | 6 вересня 2017   | 2,5 %          | 2,8 %        | 2,2 %          | 2,3 %       |
| 10               | 7 вересня 2017   | 2,5 %          | 2,9 %        | 1,8 %          | 2,2 %       |
| 11               | 13 вересня 2017  | 2,5 %          | 2,9 %        | 2,1 %          | 2,5 %       |
| 12               | 14 вересня 2017  | 2,4 %          | 2,6%         | 1,9 %          | 2,1 %       |
| 13               | 20 вересня 2017  | 2,6 %          | 3,3 %        | 2,6 %          | 3,4 %       |
| 14               | 21 вересня 2017  | 2,6 %          | 3,3 %        | 2,3 %          | 3 %         |
| 15               | 27 вересня 2017  | 2,7 %          | 3,6 %        | 1,9 %          | 2,8 %       |
| 16               | 28 вересня 2017  | 2,5 %          | 3,2 %        | 1,9 %          | 2,6 %       |
| Середній рейтинг | Середній рейтинг | 2,7%           | 3,3%         | 2,1%           | 2,7%        |

## Нагороди
| Рік  | Нагорода               | Категорія                   | Отримувач  | Результат | Примітки |
| ---- | ---------------------- | --------------------------- | ---------- | --------- | -------- |
| 2017 | 31-ша Премія KBS драма | Краща акторка другого плану | Чон Хє Сон | Перемога  | [ 6 ]    |